# Bibio yuanus
Bibio yuanus är en tvåvingeart som beskrevs av Yang och Cheng 1997. Bibio yuanus ingår i släktet Bibio och familjen hårmyggor. Inga underarter finns listade i Catalogue of Life.